# 1994 WR3
1994 WR3 är en asteroid i huvudbältet som upptäcktes den 27 november 1994 av den japanska amatörastronomen Fumiaki Uto vid Uto-observatoriet.
Asteroiden har en diameter på ungefär 7 kilometer och den tillhör asteroidgruppen Eunomia.